# Sikkelduin
Een sikkelduin of barchaanduin is een zandrug of duin in een langgerekte halve-maanvorm, die bestaat uit goed gesorteerd zand. Dit duintype bezit twee "hoorns"´ die in de benedenwindse richting liggen. De benedenwindse helling is gelijk aan de maximale rusthelling, die ongeveer 32° bedraagt. De helling van de naar de wind gekeerde zijde wordt gevormd door de wind en bedraagt ongeveer 15°. Eenvoudige sikkelduinen hebben afmetingen van enkele meters tot ongeveer honderd meter tussen de punten van de hoorns.
De eenvoudige duinen kunnen zich openbaren als grotere, samengestelde sikkelduinen of mega-sikkelduinen die zich voortbewegen met de wind mee. In woestijngebieden kunnen deze zeer grote sikkelduinen zich aaneenrijen tot duinruggen die zich uitstrekken over honderden kilometers.
Wanneer sikkelduinen zich voortbewegen, gaan de kleinere duinen sneller dan de grotere en lijken zij aan de naar de wind toegekeerde zijde naar binnen dringen om aan de andere zijde weer tevoorschijn te komen. Het mechanisme van dit verschijnsel is anders dan dat van een soortgelijk verschijnsel bij watergolven dat gebaseerd is op niet-lineair gedrag en staat bekend als solitongedrag.
Het verschil is dat de zandkorrels niet door elkaar heen kunnen dringen. Als het kleine duin zich aan de windzijde van het grote duin bevindt vangt het zand op en groeit aan, terwijl het grotere duin enkel zand verliest. Daardoor wordt het achterste duin groter en trager, en het voorste duin kleiner en sneller, totdat het uiteindelijk de rol van het voorste duin heeft overgenomen. (Schwämmle & Herrmann, 2003)
Het Great Sand Dunes National Park and Preserve in de Amerikaanse staat Colorado bezit spectaculaire voorbeelden van sikkelduinen.
Ook op Mars is het bestaan van sikkelduinen aangetoond. Hier kan de dunne atmosfeer een wind voortbrengen, die krachtig genoeg is om zand en stof voort te doen bewegen.

## Pleistoceen
In de pleistocene delen van Nederland en België zijn sikkelduinen te vinden. Deze zijn ontstaan tijdens het Weichselien, het ijstijdvak dat ongeveer 11.500 jaar geleden eindigde. De gletsjers hebben dit gebied toen niet bereikt, maar er was wel een poolwoestijn waarin een gesloten plantendek ontbrak. Er zijn toen sikkelvormige zandduinen gevormd die afmetingen van kilometers tot tientallen kilometers bezaten en die zich in de richting van zuidwest naar noordoost uitstrekten. Deze zijn weliswaar gedeeltelijk verweerd, maar ze zijn vaak toch nog in het landschap aanwezig aangezien de iets hogere en droge zandige bodem minder geschikt was voor landbouw en bij ontginningen werd hier naaldbos aangeplant.
In de provincie Noord-Brabant vindt men bijvoorbeeld de plaats Bakel die omgeven is door een voormalig sikkelduin, ook het Patersmoer bij Strijbeek is hierdoor omgeven. Ook op de Peelhorst zijn ze te vinden: de landgoederen Cleefswit en De Sijp liggen op een sikkelduin.